# پوشاک استتار

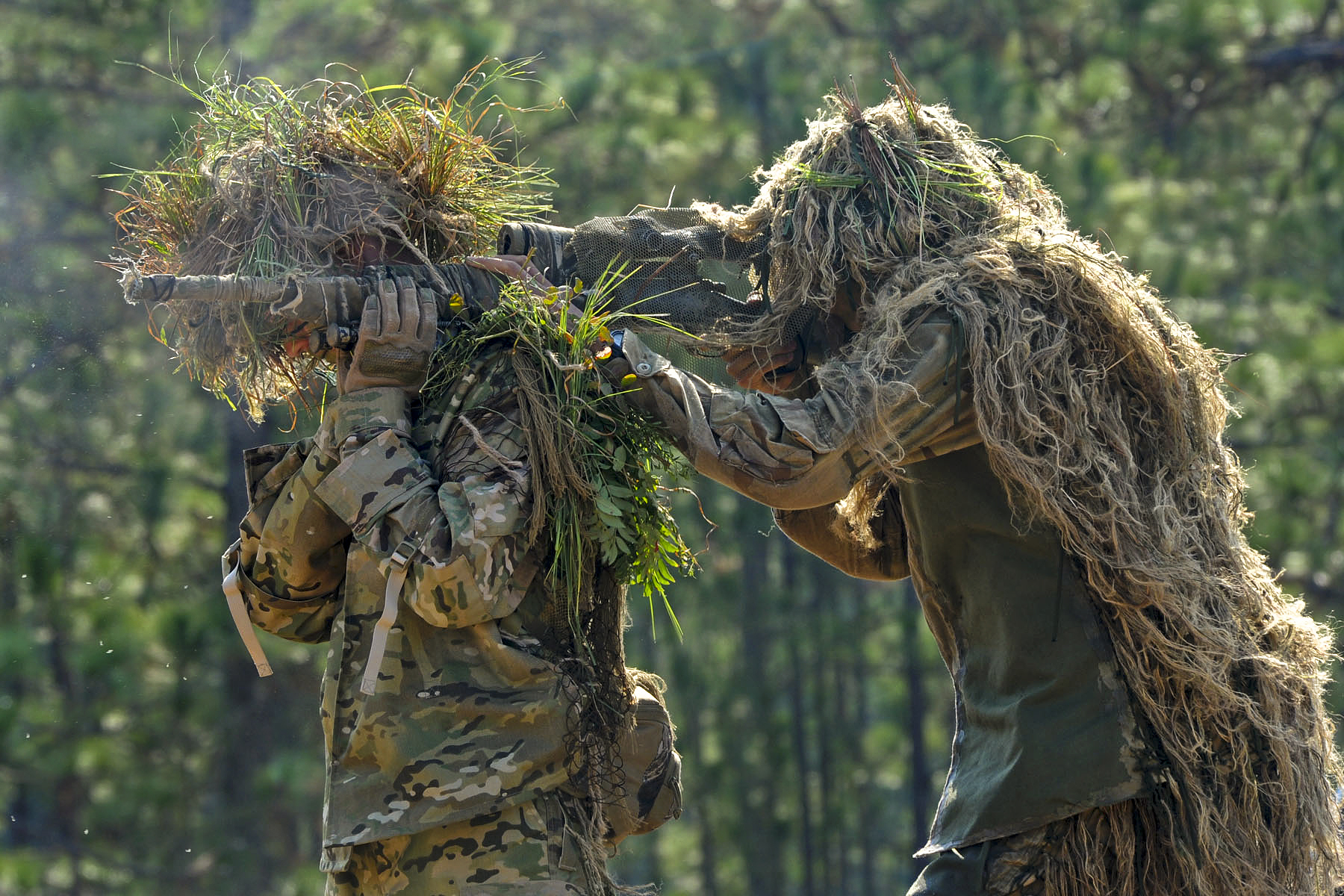
پوشاک استتار استفاده شده توسط تک تیراندازان.

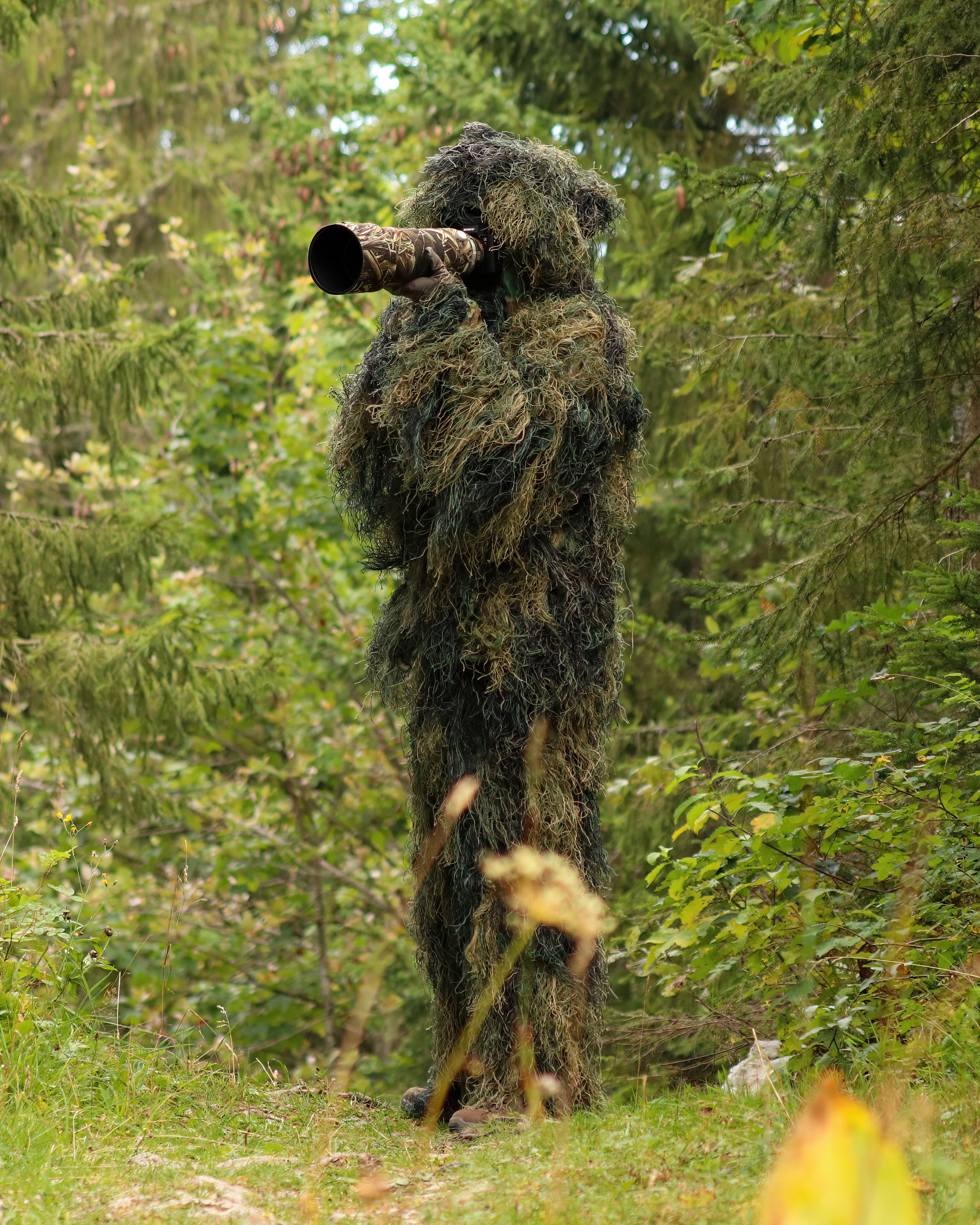
نگاره‌ای از یک عکاس حیات وحش در لباس استتار.

پوشاک استتار (به انگلیسی: Ghillie suit) پوشاکی است که به منظور هماهنگی با محیط اطراف (مانند:جنگل، برف، کویر و غیره) از نظر دیداری، مشابه با آن محیط طراحی و رنگ آمیزی شده است. پوشاک‌های استتار به طور معمول بسته به محیطی که در آن استفاده می‌شوند دارای ساختارها گوناگونی هستند، برای مثال در محیط جنگلی پوشاک استتار به طور معمول شامل توری سبز رنگی می‌باشد که بر سطح آن شاخ و برگ چسبانیده شده است و طرحی مشابه با گیاهان و درختان جنگل دارد. پوشاک استتار توسط افرادی چون سربازان (به ویژه تک تیراندازها)، شکارچی‌ها و عکاسان حرفه‌ای مورد استفاده قرار می‌گیرد.
نخستین شکل امروزی از پوشاک استتار توسط شکاربانان اسکاتلندی ساخته شد و به منظور استتار پوشش شکار استفاده می‌شد و به پس از مدتی به استفادهٔ هنگ نظامی کوهستانی اسکاتلند در جنگ بوئر دوم نیز درآمد که نخستین استفاده نظامی شناخته شده از پوشاک استتار را رقم می‌زند. بعدها این هنگ تبدیل به نخستین یگان تک تیرانداز ارتش انگلستان به نام هنگ لووات شد.